# Araneus alsine
Nhện dâu tây (Araneus alsine) là một loài nhện trong họ Araneidae. 

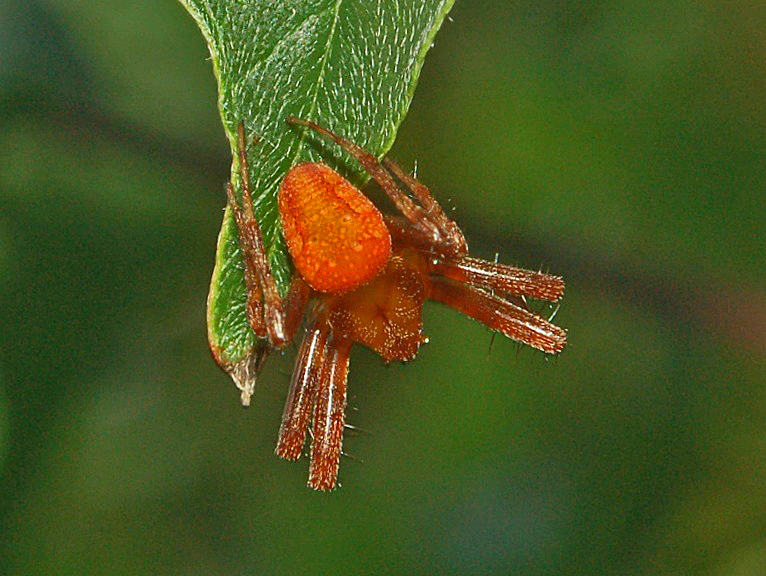
Araneus alsine

Như tên gọi, nó có bề ngoài trông giống quả dâu tây.
Con cái dài đến 15 mm, với đốm màu vàng.
A. alsine xây mạng nhện gần mặt đất và đợi con mồi ở tổ bằng là chúng cuộn lại với nhau. Mùa sinh sản vào tháng 6 và 7, chúng đẻ cho đến tháng 8. Nhện con sớm nở, qua mùa đông ở trong tổ kén và lớn đầy đủ và đầu mùa hè.